# 詹姆斯·M·施拉特
詹姆斯·M·施拉特（英語：James M. Schlatter，1930年7月27日—2019年11月15日）是一位美国生物化学家，以发现阿斯巴甜而闻名。施拉特在1960年代于G.D.希尔勒公司工作期间进行研究，旨在寻找潜在的溃疡治疗方法。在此过程中，他意外发现了阿斯巴甜，这种人工甜味剂广泛应用于食品和饮料中。